# Two Hearts
| Recensione | Giudizio |
| ---------- | -------- |
| AllMusic   |          |

Two Hearts è il terzo e ultimo album in studio del gruppo musicale australiano Men at Work, pubblicato il 23 aprile 1985.

## Descrizione
L'album seguì a un periodo di incredibile successo per il gruppo, durante il quale cominciarono però a sorgere i primi malumori, culminati con l'abbandono di alcuni membri come il bassista John Rees, il batterista Jerry Speiser e il chitarrista Ron Strykert. Per questo motivo, l'album fece ampio ricorso a turnisti, oltre che drum machine e sintetizzatori, riducendo anche la presenza del sassofono di Greg Ham. Il risultato fu un lavoro molto diverso dai precedenti. Nonostante un disco d'oro negli Stati Uniti, le vendite si rivelarono deludenti e il gruppo si sciolse nel 1986.

## Tracce
1. Man with Two Hearts – 3:56 (Colin Hay)
2. Giving Up – 3:27 (Greg Ham)
3. Everything I Need – 3:35 (Hay)
4. Sail to You – 3:25 (Hay, Ron Strykert, Ham)
5. Children on Parade – 3:37 (Hay)
6. Maria – 4:34 (Hay)
7. Stay at Home – 3:07 (Ham)
8. Hard Luck Story – 3:43 (Hay)
9. Snakes and Ladders – 3:17 (Ham)
10. Still Life – 3:53 (Ham)

## Formazione
- Colin Hay – voce, chitarra, sitar, marimba, pianoforte, basso (traccia 8), batteria (tracce 3 e 8)
- Greg Ham – tastiera, sassofono, voce (tracce 2, 7 e 10)
- Ron Strykert – chitarra, basso (traccia 1)

Turnisti
- Jeremy Alsop – basso (tracce 2, 4-7, 9 e 10)
- Mark Kennedy – batteria (tracce 1, 2, 4 e 7)
- Kate Ceberano – cori (tracce 2 e 7)
- Phil Colson – slide guitar (traccia 3)
- Paul Gadsby – basso (traccia 3)
- Renée Geyer – voce (traccia 6)
- J.J. Hacket – batteria (traccia 6)
- George Butrumlis – fisarmonica (traccia 6)
- James Black – chitarra (traccia 9)

## Classifiche
| Classifica (1985) | Posizione massima |
| ----------------- | ----------------- |
| Australia         | 16                |
| Canada            | 48                |
| Germania          | 31                |
| Stati Uniti       | 50                |
| Svezia            | 37                |
| Svizzera          | 16                |